# Armando Felipe Simões de Carvalho
Armando Felipe Simões de Carvalho, detto Felipão (Rio de Janeiro, 25 novembre 1946 – Goiânia, 7 settembre 2023), è stato un cestista brasiliano.

## Carriera
Con il Brasile ha disputato il Campionato sudamericano del 1969.